# 800 meter för herrar i friidrott vid olympiska sommarspelen 1984
800 meter herrar vid olympiska sommarspelen 1984 i Los Angeles avgjordes 3-6 augusti. 

## Medaljörer
| Gren      | Guld                     | Guld       | Silver                         | Silver  | Brons            | Brons   |
| 800 meter | Joaquim Cruz · Brasilien | 1.43,00 OR | Sebastian Coe · Storbritannien | 1.43,64 | Earl Jones · USA | 1.43,83 |

## Resultat
- Q innebär avancemang utifrån placering i heatet.
- q innebär avancemang utifrån total placering.
- DNS innebär att personen inte startade.
- DNF innebär att personen inte fullföljde.
- DQ innebär diskvalificering.
- NR innebär nationellt rekord.
- OR innebär olympiskt rekord.
- WR innebär världsrekord.
- WJR innebär världsrekord för juniorer
- AR innebär världsdelsrekord (area record)
- PB innebär personligt rekord.
- SB innebär säsongsbästa.

### Försöksheat
| Placering | Heat 1                   | Tid     |
| --------- | ------------------------ | ------- |
| 1.        | Edwin Koech (KEN)        | 1.44,74 |
| 2.        | Donato Sabia (ITA)       | 1.44,90 |
| 3.        | Agberto Guimarães (BRA)  | 1.45,18 |
| 4.        | Peter Elliott (GBR)      | 1:45.49 |
| 5.        | Faouzi Lahbi (MAR)       | 1:45.67 |
| 6.        | Babacar Niang (SEN)      | 1:45.71 |
| 7.        | Sotirios Moutsanas (GRE) | 1:46.34 |

| Placering | Heat 2                   | Tid     |
| --------- | ------------------------ | ------- |
| 1.        | Billy Konchellah (KEN)   | 1.46,15 |
| 2.        | Omar Khalifa (SUD)       | 1.46,33 |
| 3.        | Sebastian Coe (GBR)      | 1.46,75 |
| 4.        | José Luiz Barbosa (BRA)  | 1:46.87 |
| 5.        | John Marshall (USA)      | 1:47.18 |
| 6.        | Riccardo Materazzi (ITA) | 1:47.90 |
| 7.        | Ahmed Belkessam (ALG)    | 1:48.11 |
| 8.        | Marco Mayr (SUI)         | 1:48.30 |

| Placering | Heat 3               | Tid     |
| --------- | -------------------- | ------- |
| 1.        | Joaquim Cruz (BRA)   | 1.44,84 |
| 2.        | Steve Ovett (GBR)    | 1.45,72 |
| 3.        | Johnny Gray (USA)    | 1.45,82 |
| 4.        | William Wuycke (VEN) | 1:46.17 |
| 5.        | Abdi Bile (SOM)      | 1:46.49 |
| 6.        | Owen Hamilton (JAM)  | 1:46.74 |
| 7.        | Pat Scammel (AUS)    | 1:47.90 |
| 8.        | Bruce Roberts (CAN)  | 1:49.72 |

| Placering | Heat 4                  | Tid     |
| --------- | ----------------------- | ------- |
| 1.        | Earl Jones (USA)        | 1.45,44 |
| 2.        | Hans-Peter Ferner (FRG) | 1.45,52 |
| 3.        | Juma Ndiwa (KEN)        | 1.45,59 |
| 4.        | Moussa Fall (SEN)       | 1:45.71 |
| 5.        | Mohamed Alouini (TUN)   | 1:45.78 |
| 6.        | Marcus O'Sullivan (IRL) | 1:46.21 |
| 7.        | Oslen Barr (GUY)        | 1:46.97 |
| 8.        | Philippe Dupont (FRA)   | 1:48.95 |

### Semifinaler
| Placering | Heat 1               | Tid     |
| --------- | -------------------- | ------- |
| 1.        | Joaquim Cruz (BRA)   | 1.43,82 |
| 2.        | Edwin Koech (KEN)    | 1.44,12 |
| 3.        | Earl Jones (USA)     | 1.44,51 |
| 4.        | Steve Ovett (GBR)    | 1:44.81 |
| 5.        | Omar Khalifa (SUD)   | 1:44.87 |
| 6.        | Moussa Fall (SEN)    | 1:45.03 |
| 7.        | William Wuycke (VEN) | 1:47.32 |

| Placering | Heat 2                  | Tid     |
| --------- | ----------------------- | ------- |
| 1.        | Sebastian Coe (GBR)     | 1.45,51 |
| 2.        | Billy Konchellah (KEN)  | 1.45,67 |
| 3.        | Johnny Gray (USA)       | 1.45,82 |
| 4.        | Donato Sabia (ITA)      | 1:45.96 |
| 5.        | Hans-Peter Ferner (FRG) | 1:46.16 |
| 6.        | Agberto Guimarães (BRA) | 1:46.65 |
| 7.        | Juma Ndiwa (KEN)        | 1:48.06 |
| 8.        | José Luiz Barbosa (BRA) | 1:48.70 |

### Final
| Placering | Final                  | Tid        |
| --------- | ---------------------- | ---------- |
|           | Joaquim Cruz (BRA)     | 1.43,00 OR |
|           | Sebastian Coe (GBR)    | 1.43,64    |
|           | Earl Jones (USA)       | 1.43,83    |
| 4.        | Billy Konchellah (KEN) | 1.44,03    |
| 5.        | Donato Sabia (ITA)     | 1.44,53    |
| 6.        | Edwin Koech (KEN)      | 1.44,86    |
| 7.        | Johnny Gray (USA)      | 1.47,89    |
| 8.        | Steve Ovett (GBR)      | 1.52,28    |